# 메로에
메로에(Meroë)는 아프리카 북동부, 수단 북부의 나일강 중류에 있는 고대 쿠시 왕국의 도시이다.